# George Rhoden
Vincent George Rhoden , född 13 december 1926 i Kingston, död 24 augusti 2024 i USA, var en jamaicansk friidrottare inom kortdistanslöpning.
Rhoden blev olympisk mästare på 400 meter vid olympiska sommarspelen 1952 i Helsingfors